# Sinsaenum
I Sinsaenum sono un supergruppo multinazionale blackened death metal formatosi nel 2016 per iniziativa dell'ex-batterista Joey Jordison e del chitarrista, tastierista e bassista Frédéric Leclercq.
Nel gruppo performano Attila Csihar e Sean Zatorsky come cantanti, Stéphane Buriez come principale chitarrista della band, Frédéric Leclercq come chitarrista ritmico, tastierista bassista (in studio), Heimot come bassista e dal 2025 André Joyzi come batterista a causa della prematura scomparsa dell'ex-batterista Joey Jordison.

## Storia

### Gli inizi e il primo album "Echoes of the Tortured"
Il primo contatto tra Joey Jordison e Frédéric Leclercq fu nel 2008 quando Slipknot e DragonForce condivisero il palco al Rockstar Energy Mayhem Festival, per poi ritrovarsi negli anni anche in altri eventi e tour. In un'intervista Joey Jordison racconta di essersi fatto amico Frédéric durante quegli eventi, parlando con lui dopo gli spettacoli o prima di vedere le band l'uno dell'altro. Questa amicizia li porterà poi a fondare una band.
La persona a cui viene più imputata la nascita dei Sinsaenum è Frédéric, che già nel 1998 (quando ancora faceva parte dei DragonForce) iniziò a scrivere una serie di canzoni death metal. Dopo aver reclutato il collega chitarrista Stéphane Buriez dei Loudblast (band in cui suonavano entrambi) fu contattato da Joey Jordison, che dopo essere stato licenziato dagli Slipknot era interessato a creare un progetto black/death metal, già venutogli in mente ai tempi di Vol.3 The Subliminal Verses.
Nell'ottica di creare una band death metal il trio iniziò a pensare a quale cantante scegliere per la band, e gli venne in mente di reclutare Attila Csihar (della band black metal norvegese Mayhem) e Sean Zatorsky (del gruppo americano death/groove metal Dååth) come seconda voce principale. Per il basso invece decisero di reclutare Heimot (della band black metal francese Seth). La formazione ufficiale della band fu annunciata il 20 maggio del 2016.
All'inizio Frédéric voleva chiamare la band Dead Souls, ma si accorse che già un'altra band italiana aveva lo stesso nome, e digitando "Dark Souls" su Encyclopedia Metallum vide che il nome era già stato preso da altre sei band. Così decise di optare per il nome Sinsaenum, inventato da Joey Jordison mentre stava ascoltando musica a tarda notte con un foglio e una penna in mano.
Il 6 giugno 2016 i Sinsaenum fecero usciro il loro EP omonimo, con la traccia esclusiva "Death Is the Beginning" e la traccia dell'album "The Forgotten One".Dopo il video musciale di "Splendor and Agony" la band rilasciò il loro album di debutto intitolato Echoes of the Totured con l'etichetta discografica earMUSIC il 29 luglio del 2016. Successivamente fu pubblicato il video musicale della canzone "Anfang des Albtraumes" ad agosto dello stesso anno.

### "Ashes" e "Repulsion for Humanity"
All'inizio del 2017 la band è tornata in studio per scrivere e registrare il loro secondo album che hanno definito "Sinsaenum II". In seguito fu annunciato nell'estate dello stesso anno un nuovo EP chiamato "Ashes", uscito il 10 novembre 2017 con nuove canzoni esclusive del Giappone e un mix alternativo del brano "Dead Souls" di Echoes of the Tortured, remixato da Frédéric Duquesne del gruppo nu metal francese Mass Hysteria ed uscito il 27 ottobre con un video lirico. La title track è stato pubblicata il 29 settembre 2017 con un video musicale.Il loro secondo album, intitolato Repulsion for Humanity, uscì il 10 agosto del 2018, seguito da un tour europeo. Le sonorità dell'album si discostano molto dal precedente, poiché all'interno vi era una forte contaminazione da nu e groove metal.

### "In Devastation" e la morte di Joey
Nel 2021 il gruppo iniziò le registrazioni per il loro terzo album, che però vennero interrotte a causa della morte del batterista Joey Jordison, morto nel sonno all'età di 46 anni a causa di una mielite trasversa acuta.Successivamente i membri della band hanno espresso le loro condoglianza alla famiglia e hanno detto di voler continuare le registrazioni dell'album in memoria di Joey.Il 21 maggio del 2025 esce il "In Devastation" e viene annunciato André Joyzi come nuovo batterista della band.Il disco viene annunciato per l'8 agosto 2025.

## Formazione

### Attuale
- Frédéric Leclercq – chitarra ritmica, tastiera, basso in studio (2016–presente)
- Stéphane Buriez – chitarra (2016–presente)
- Attila Csihar – voce (2016–presente)
- Sean Zatorsky – voce (2016–presente)
- Heimot (C.Krueger) – basso (2016–presente)
- André Joyzi – batteria (2025–presente)

### Ex componenti
- Joey Jordison – batteria (2016–2021)

## Discografia

### Album in studio
- 2016 – Echoes of the Tortured
- 2018 – Repulsion for Humanity
- 2025 – In Devastation (in programma per l'8 agosto)

### EP
- 2016 – Sinsaenum
- 2016 – A Taste of Sin
- 2017 – Ashes

### Singoli
- 2017 – "Ashes"
- 2017 – "Dead Souls" (Frédéric Duquesne Mix)
- 2018 – "Final Resolve"
- 2018 – "Sacred Martyr"
- 2018 – "Nuit Noir"
- 2018 – "Hooch"
- 2025 – "In Devastation"

### Video musicali
- 2016 – "Army of Caos"
- 2016 – "Splendor and Agony"
- 2017 – "Ashes"
- 2018 – "Final Resolve"
- 2018 – "Nuit Noire"
- 2018 – "Hooch"
- 2025 – "In Devastation"